# Floyd Ayité
Floyd Ayité   (Bordeus, 15 de desembre de 1988) és un futbolista togolès de la dècada de 2010.
Fou internacional amb la selecció de futbol de Togo.
Pel que fa a clubs, destacà a FC Girondins de Bordeus i Fulham FC. El 2 de setembre de 2019 fitxà per Gençlerbirliği.